# Silene phrygia
Silene phrygia är en nejlikväxtart som beskrevs av Pierre Edmond Boissier. Silene phrygia ingår i släktet glimmar, och familjen nejlikväxter. Inga underarter finns listade i Catalogue of Life.